# Stubba
Stubba este o arie protejată (arie specială de conservare — SAC, sit de importanță comunitară — SCI) din Suedia întinsă pe o suprafață de 33.286,3 ha, integral pe uscat.

## Localizare
Centrul sitului Stubba este situat la coordonatele 67°05′53″N 20°01′45″E / 67.098°N 20.0292°E.

## Înființare
Situl Stubba a fost declarat sit de importanță comunitară în decembrie 1995 pentru a proteja 1 specie de plante și 3 specii de animale. Situl a fost protejat și ca arie specială de conservare în decembrie 2009.

## Biodiversitate
Situată în ecoregiunile alpină și boreală, aria protejată conține 16 habitate naturale: Mlaștini turboase de tranziție și turbării mișcătoare, Păduri caducifoliate de mlaștină fino-scandinave, Cursuri de apă de la nivel de câmpie la nivel montan, cu vegetație Ranunculion fluitantis și Callitricho-Batrachion, Izvoare fino-scandinave și mlaștini produse de izvoare bogate în minerale, Grohotișuri silicioase de la nivelul montan până la nivelul zăpezii (Androsacetalia alpinae și Galeopsietalia ladani), Mlaștini împădurite, Păduri nordice subalpine/subarctice cu Betula pubescens ssp. czerepanovii, Turbării Aapa, Taiga vestică, Pante stâncoase silicioase cu vegetație casmofită, Lacuri și iazuri distrofice naturale, Fânețe montane, Păduri de conifere pe eskere fluvioglaciare sau legate la acestea, Pajiști alpine și boreale, Râuri naturale fino-scandinave, Păduri fino-scandinave bogate în ierburi cu Picea abies.
La baza desemnării sitului se află mai multe specii protejate:
- plante (1): Ranunculus lapponicus
- mamifere (3): gluton (Gulo gulo), vidră de râu (Lutra lutra), râs eurasiatic (Lynx lynx)